# Campionati europei di pugilato dilettanti 2022
I Campionati europei di pugilato dilettanti maschili 2022 si sono svolti presso l'Arena Demircian di Erevan, in Armenia, dal 23 al 30 maggio 2022. È stata la 44ª edizione della competizione biennale organizzata dall'organismo di governo europeo del pugilato dilettantistico, EUBC.

## Calendario
La tabella sottostante riporta il calendario delle competizioni
| Maggio | 23 | 24 | 25 | 26 | 27 | 28 | 29 | 30 |
| ------ | -- | -- | -- | -- | -- | -- | -- | -- |
|        |    |    |    |    | QF |    | SF | F  |

|  | Preliminari, quarti, semifinali |  | FINALI |

## Podi
| Categoria                    | Oro                   | Argento              | Bronzo                               |
| Pesi mosca leggeri (kg 48)   | Sakhil Alakhverdovi   | Ergyunal Sebahtin    | Jakub Słomiński Leonardo Esposito    |
| Pesi mosca (kg 51)           | Martín Molina         | Kiaran MacDonald     | Dmytro Zamotayev Federico Serra      |
| Pesi gallo (kg 54)           | Billal Bennama        | Dylan Eagleson       | Manuel Cappai Daniel Asenov          |
| Pesi piuma (kg 57)           | Vasile Usturoi        | Artur Bazeyan        | Michele Baldassi Javier Ibáñez       |
| Pesi leggeri (kg 60)         | Artush Gomtsyan       | José Quiles          | Roland Veres Iurii Shestak           |
| Pesi superleggeri (kg 63,5)  | Hovhannes Bachkov     | Lounès Hamraoui      | Richárd Kovács Adrián Thiam          |
| Pesi welter (kg 67)          | Vahid Abasov          | Lasha Guruli         | Alexandru Paraschiv Ioan Croft       |
| Pesi superwelter (kg 71)     | Harris Akbar          | Garan Croft          | Yurii Zakharieiev Magomed Schachidov |
| Pesi medi (kg 75)            | Gabriel Dossen        | Lewis Richardson     | Salvatore Cavallaro Sam Hickey       |
| Pesi mediomassimi (kg 80)    | Artjom Agejevk        | Alfred Commey        | Luka Plantić Ivan Sapun              |
| Pesi massimi leggeri (kg 86) | Georgi Kushitashvili  | Rafayel Hovhannisyan | Andrei Arădoaie Tomasz Niedźwiecki   |
| Pesi massimi (kg 92)         | Aziz Abbes Mouhiidine | Enmanuel Reyes       | Lewis Williams Narek Manasyan        |
| Pesi supermassimi (kg 92 +)  | Nelvie Tiafack        | Ayoub Ghadfa         | Delicious Orie Ahmed Hagag           |

## Medagliere
Nazione ospitante 
| Posiz. | Nazione     | Oro | Argento | Bronzo | Totale |
| ------ | ----------- | --- | ------- | ------ | ------ |
| 1      | Georgia     | 3   | 1       | 0      | 4      |
| 2      | Serbia      | 2   | 0       | 0      | 2      |
| 3      | Spagna      | 1   | 3       | 1      | 5      |
| 4      | Inghilterra | 1   | 2       | 2      | 5      |
| 5      | Armenia     | 1   | 2       | 1      | 4      |
| 6      | Italia      | 1   | 1       | 5      | 7      |
| 7      | Francia     | 1   | 1       | 0      | 1      |
| 7      | Irlanda     | 1   | 1       | 0      | 1      |
| 9      | Germania    | 1   | 0       | 1      | 2      |
| 10     | Belgio      | 1   | 0       | 0      | 1      |
| 11     | Bulgaria    | 0   | 1       | 2      | 3      |
| 12     | Galles      | 0   | 1       | 1      | 2      |
| 13     | Ucraina     | 0   | 0       | 0      | 4      |
| 14     | Ungheria    | 0   | 0       | 2      | 2      |
| 14     | Polonia     | 0   | 0       | 2      | 2      |
| 16     | Austria     | 0   | 0       | 1      | 1      |
| 16     | Croazia     | 0   | 0       | 1      | 1      |
| 16     | Moldavia    | 0   | 0       | 1      | 1      |
| 16     | Romania     | 0   | 0       | 1      | 1      |
| 16     | Scozia      | 0   | 0       | 1      | 1      |
| Totale | Totale      | 13  | 13      | 26     | 52     |